# ATP1B1
La subunidad beta-1 de ATPasa transportadora de sodio / potasio es una enzima que en los seres humanos está codificada por el gen ATP1B1.
La proteína codificada por este gen pertenece a la familia de las proteínas de cadena beta de las ATPasas Na + / K + y H + / K +, y a la subfamilia de las ATPasas Na + / K +. Na + / K + -ATPasa es una proteína de membrana integral responsable de establecer y mantener los gradientes electroquímicos de iones de Na y K a través de la membrana plasmática. Estos gradientes son esenciales para la osmorregulación, para el transporte acoplado al sodio de una variedad de moléculas orgánicas e inorgánicas y para la excitabilidad eléctrica de nervios y músculos. Esta enzima se compone de dos subunidades, una subunidad catalítica grande (alfa) y una subunidad de glicoproteína más pequeña (beta). La subunidad beta regula, mediante el ensamblaje de heterodímeros alfa / beta, el número de bombas de sodio transportadas a la membrana plasmática. La subunidad de glicoproteína de Na + / K + -ATPasa está codificada por múltiples genes. Este gen codifica una subunidad beta 1. Alternativamente, se han identificado variantes de transcripción empalmadas que codifican diferentes isoformas.

## Otras lecturas
- Lingrel JB, Orlowski J, Shull MM, Price EM (1990). «Molecular genetics of Na,K-ATPase». Prog. Nucleic Acid Res. Mol. Biol. Progress in Nucleic Acid Research and Molecular Biology 38: 37-89. ISBN 978-0-12-540038-1. PMID 2158121. doi:10.1016/S0079-6603(08)60708-4.
- Oakey RJ, Watson ML, Seldin MF (1993). «Construction of a physical map on mouse and human chromosome 1: comparison of 13 Mb of mouse and 11 Mb of human DNA». Hum. Mol. Genet. 1 (8): 613-20. PMID 1301170. doi:10.1093/hmg/1.8.613.
- Martin-Vasallo P, Dackowski W, Emanuel JR, Levenson R (1989). «Identification of a putative isoform of the Na,K-ATPase beta subunit. Primary structure and tissue-specific expression». J. Biol. Chem. 264 (8): 4613-8. PMID 2538450. doi:10.1016/S0021-9258(18)83787-5.
- ((Ushkaryov YuA)), Monastyrskaya GS, Broude NE (1990). «Human Na+,K+-ATPase genes. Beta-subunit gene family contains at least one gene and one pseudogene». FEBS Lett. 257 (2): 439-42. PMID 2555225. S2CID 13623201. doi:10.1016/0014-5793(89)81591-1.
- Lane LK, Shull MM, Whitmer KR, Lingrel JB (1990). «Characterization of two genes for the human Na,K-ATPase beta subunit». Genomics 5 (3): 445-53. PMID 2559024. doi:10.1016/0888-7543(89)90008-6.
- Yang-Feng TL, Schneider JW, Lindgren V (1988). «Chromosomal localization of human Na+, K+-ATPase alpha- and beta-subunit genes». Genomics 2 (2): 128-38. PMID 2842249. doi:10.1016/0888-7543(88)90094-8.
- Sverdlov ED, Broude NE, Sverdlov VE (1987). «Family of Na+,K+-ATPase genes. Intra-individual tissue-specific restriction fragment length polymorphism». FEBS Lett. 221 (1): 129-33. PMID 2887455. S2CID 32756405. doi:10.1016/0014-5793(87)80366-6.
- Kawakami K, Nojima H, Ohta T, Nagano K (1986). «Molecular cloning and sequence analysis of human Na,K-ATPase beta-subunit». Nucleic Acids Res. 14 (7): 2833-44. PMC 339706. PMID 3008098. doi:10.1093/nar/14.7.2833.
- Coca-Prados M, Fernández-Cabezudo MJ, Sánchez-Torres J (1996). «Cell-specific expression of the human Na+,K+-ATPase beta 2 subunit isoform in the nonpigmented ciliary epithelium». Invest. Ophthalmol. Vis. Sci. 36 (13): 2717-28. PMID 7499094.
- Ruiz A, Bhat SP, Bok D (1995). «Characterization and quantification of full-length and truncated Na,K-ATPase alpha 1 and beta 1 RNA transcripts expressed in human retinal pigment epithelium». Gene 155 (2): 179-84. PMID 7536695. doi:10.1016/0378-1119(94)00812-7.
- Mobasheri A, Oukrif D, Dawodu SP (2001). «Isoforms of Na+, K+-ATPase in human prostate; specificity of expression and apical membrane polarization». Histol. Histopathol. 16 (1): 141-54. PMID 11193188.
- Gamaleĭ IA, ((Polozov IuS)), Aksenov ND (2001). «[Cell cycle and formation of active form of oxygen in rodent fibroblasts]». Tsitologiia 43 (6): 602-12. PMID 11534180.
- Béguin P, Crambert G, Monnet-Tschudi F (2002). «FXYD7 is a brain-specific regulator of Na,K-ATPase α1–β isozymes». EMBO J. 21 (13): 3264-73. PMC 125393. PMID 12093728. doi:10.1093/emboj/cdf330.
- Strausberg RL, Feingold EA, Grouse LH (2003). «Generation and initial analysis of more than 15,000 full-length human and mouse cDNA sequences». Proc. Natl. Acad. Sci. U.S.A. 99 (26): 16899-903. Bibcode:2002PNAS...9916899M. PMC 139241. PMID 12477932. doi:10.1073/pnas.242603899.
- Zhang H, Li XJ, Martin DB, Aebersold R (2003). «Identification and quantification of N-linked glycoproteins using hydrazide chemistry, stable isotope labeling and mass spectrometry». Nat. Biotechnol. 21 (6): 660-6. PMID 12754519. S2CID 581283. doi:10.1038/nbt827.
- Fuller W, Eaton P, Bell JR, Shattock MJ (2004). «Ischemia-induced phosphorylation of phospholemman directly activates rat cardiac Na/K-ATPase». FASEB J. 18 (1): 197-9. PMID 14597563. S2CID 41768501. doi:10.1096/fj.03-0213fje.
- Li J, Codina J, Petroske E (2004). «The carboxy terminus of the colonic H+, K+-ATPase alpha-subunit is required for stable beta subunit assembly and function». Kidney Int. 65 (4): 1301-10. PMID 15086469. doi:10.1111/j.1523-1755.2004.00507.x.
- Gerhard DS, Wagner L, Feingold EA (2004). «The Status, Quality, and Expansion of the NIH Full-Length cDNA Project: The Mammalian Gene Collection (MGC)». Genome Res. 14 (10B): 2121-7. PMC 528928. PMID 15489334. doi:10.1101/gr.2596504.
- Wickham L, Benjannet S, Marcinkiewicz E (2005). «Beta-amyloid protein converting enzyme 1 and brain-specific type II membrane protein BRI3: binding partners processed by furin». J. Neurochem. 92 (1): 93-102. PMID 15606899. doi:10.1111/j.1471-4159.2004.02840.x.

- Datos: Q17833076